# Геріберт (архієпископ Кельна)
Ге́ріберт (нім. Heribert von Köln; бл. 970 — 16 березня 1021) — церковний та державний діяч Священної Римської імперії, 15-й архієпископ Кельна.

## Життєпис
Геріберт походив зі знатного німецького роду, можливо пов'язаного з Конрадинами. Син графа Гуго та Тітвісти. Народився близько 970 року у Вормсі. Початкову освіту здобув в кафедральній школі рідного міста. Потім навчався у монастирі Гроце. По завершенню навчання обрав церковну діяльність, ставши спочатку деканом Вормського собору.
Завдяки протекції Гільдебольда, єпископа Вормського і канцлера Німеччини, Геріберт увійшов до імператорського почту. 994 року імператор Оттон III призначив Геріберта архіканцлером Італії. У 995 році був висвячений на священика. 998 року до своїх посад додав архіканцлерство Німеччини, внаслідок чого вперше було поєднано в одних руках посади канцлерів Італії та Німеччини.
Геріберт підтримав ідею Оттона III щодо відновлення Римської імперії. 999 року супроводжував імператора в поході до Італії. В цей час після смерті архієпископа Евергера капітул Кельна обрав його новим архієпископом. Невдовзі ці вибори були затверджені папою римським Григорієм V.
По поверненню з Італії разом з Оттоном III 1000 року брав участь у відкритті поховання імператора Карла Великого. 1002 року супроводжував Оттона III в новому поході до Італії. Після смерті останнього очолив процесію з повернення тіла померлого до Німеччини. Зокрема відправив реліквію — спис Лонгина — до Еццо, пфальцграфа Лотарингії.
Траурний кортеж затримав в своїх володіннях Генріх IV, герцог Баварії. Геріберт звільнився з полону, залишивши заручником свого брата, Генріха, єпископа Вюцрбургу, і пообіцявши повернути спис Лонгина. Проте на виборах короля 1002 року Геріберт підтримував кандидатуру Германа II, герцога Швабії. В подальшому перебував в опозиції до короля Генріха Баварського, відмовившись від посад архіканцлерів.
У 1003 році на синоді в Діденгофені перешкоджав вимозі імператора визнання недійсним шлюбу між Конрадом Каринтійським (з Салічної династії) і Матільдою Швабською. Потім не підтримав похід проти Оттона фон Гаммерштайна. Водночас заснував абатство Дойц в пам'ять про імператора Оттона III.
1004 року супроводжував короля Генріха II до Італії. 1007 року брав участь у соборі у Франкфурті-на-Майні. В подальшому опікувався розбудовою Кельнського архієпископства. Він так багато зробив для економічного та культурного піднесення єпархії, що місцеві мешканці шанували його наче святого.
1018 року брав участь у поході проти графа Дірка III. Помер 1021 року. Його було канонізовано 1075 року.